# SN 2001cr
SN 2001cr – supernowa typu Ia odkryta 20 maja 2001 roku w galaktyce A132422+2734. W momencie odkrycia miała maksymalną jasność 23,80m.